# Bruce Ackerman
Bruce Arnold Ackerman, född den 19 augusti 1943, är en amerikansk juridikprofessor. Han arbetar på Yale Law School och räknas som en av de högst rankade akademikerna i USA inom sitt fält. Detta är erkänt genom att han är en så kallad sterling professor. Under 1980-talet arbetade han vid Columbia University. Ackerman undervisar om rättviseteori och om sina teorier om konstitutionella reformer.
I boken Deliberation Day från 2004, skriven tillsammans med James Fishkin, argumenterar Ackerman för att man i USA bör instifta en särskild helgdag (i själva verket två dagar, då hälften av befolkningen deltar på varsin dag) för politiska diskussioner strax innan presidentval. Detta för att förbättra medborgarnas välbelagda okunnighet om politiska frågor.
I The Stakeholder Society diskuterar Ackerman ett så kallat baskapital (basinkomst som delas ut i klumpsummor tidigt i vuxenlivet). Boken har tjänat som en bas för diskussionerna i Storbritannien om en så kallad Child Trust Fund. 

## Böcker och artiklar
Ackerman har författat femton böcker och mer än 80 artiklar. Dessa täcker ämnen såsom konstitutionell teori, politisk filosofi, komparativ juridik och politik, juridik och ekonomi, Amerikas konstitutionella historia, miljöfrågor samt rättvisefrågor. Bland publiceringarna kan nämnas
- Social Justice in the Liberal State, 1980
- We the People, Volume 1, Foundations, 1991, Harvard University Press
- Is NAFTA Constitutional?, (medförfattare David Golove), 1995, Harvard University Press
- We the People, Volume 2, Transformations, 1998, Harvard University Press
- The Stakeholder Society, 1999 (medförfattare: Anne Alstott). ISBN 0300078269.
- Deliberation Day, 2004 (medförfattare James Fishkin).
- The Failure of the Founding Fathers, 2005, Harvard University Press